# Красиві хлопчаки
«Краси́ві хлопчаки́» (фр. Les Beaux Gosses, в англомовному прокаті — «Французькі цілувальники» (англ. The French Kissers)) — французький комедійний фільм 2009 року, повнометражний режисерський дебют Ріада Саттуфа. Стрічка відзначена французькою національною кінопремією «Сезар» як «Найкращий дебютний фільм» .

## Сюжет
Ерве (Венсан Лакост) — звичайний французький 14-річний підліток. Він навчається у школі, звичайно виглядає, звичайно одягається і звичайно поводиться. Дівчатка не звертають на Ерве особливої уваги, а він тільки про протилежну стать і думає. Окрім відчайдушної відсутності всякого особистого життя, Ерве страждає і від нетактовності власної матері (Ноемі Львовскі), яка не знає, що таке делікатність, і постійно змушує хлопця червоніти. Удача починає посміхатися Ерве, коли виявляється, що Аврора (Аліса Тремольєр), одна з найкрасивіших дівчат у класі, раптом зацікавилася ним. Але зрадуваний довгоочікуваною увагою, Ерве водночас до пуття не знає, що з цією увагою робити.

## У ролях
| • Венсан Лакост       | … | Ерве                         |
| • Ентоні Соніго       | … | Камель                       |
| • Аліса Тремольєр     | … | Аврора                       |
| • Жулі Шейблін        | … | Лаура                        |
| • Робен Нізан-Дюверже | … | Бенжамін                     |
| • Батисте Гует        | … | Лоїк                         |
| • Симон Барбері       | … | Мохамед                      |
| • Меріл Андрейс       | … | Камілла                      |
| • Ноемі Львовскі      | … | мати Ерве                    |
| • Валерія Голіно      | … | дівчина на відео             |
| • Ірен Жакоб          | … | мати Аврори                  |
| • Еммануель Дево      | … | директорка                   |
| • Маржан Сатрапі      | … | продавчиня музичної крамниці |
| • Крістоф Вандевельде | … | батько Ерве                  |

## Знімальна група
- Автор сценарію — Ріад Саттуф, Марк Сіріґас
- Режисер-постановник — Ріад Саттуф
- Продюсер — Анн-Домінік Туссен
- Співпродюсер — Серж Хаят
- Оператор — Домінік Колен
- Композитор — Flairs, Ріад Саттуф
- Монтаж — Вірджинія Брюант
- Художник-постановник — Марі Шеміналь
- Художник з костюмів — Мімі Лемпіка
- Артдиректор — Валері Розанес
- Підбір акторів — Стефан Батю

## Музика до фільму
Оригінальна музика до фільму була написана французьким електропоп-музикантом Ліонелем Флером, який виступає під псевдонімом Flairs. Це був його перший досвід роботи для кіно.
| Список треків | Список треків                        | Список треків                                 | Список треків |
| #             | Назва                                | Виконавці                                     | Тривалість    |
| ------------- | ------------------------------------ | --------------------------------------------- | ------------- |
| 1.            | «Hervé et Leslie et le rateau»       | Венсан Лакост, Майя Де Ріо Кампо              | 0:08          |
| 2.            | «Levretto»                           | Flairs, Ріад Саттуф                           | 2:21          |
| 3.            | «Hervé et le linge sale»             | Венсан Лакост, Ноемі Львовскі                 | 0:11          |
| 4.            | «Poursuite!»                         | Flairs, Ріад Саттуф                           | 0:48          |
| 5.            | «On s'sert les coudes»               | Moktar Nassif Et Les Cousins Hariri           | 1:59          |
| 6.            | «Hervé, Camel et la Redoute»         | Венсан Лакост, Ентоні Соніго                  | 0:06          |
| 7.            | «Les mystères de la branlette»       | Flairs, Ріад Саттуф                           | 0:40          |
| 8.            | «Radio chaussette»                   | Flairs, Ріад Саттуф                           | 0:37          |
| 9.            | «Maman la coquine»                   | Ноемі Львовскі                                | 0:04          |
| 10.           | «Ici ou là»                          | Moktar Nassif Et Les Cousins Hariri           | 1:27          |
| 11.           | «Aurore Vole»                        | Венсан Лакост, Аліса Тремольєр                | 0:32          |
| 12.           | «Bus»                                | Flairs, Ріад Саттуф                           | 0:55          |
| 13.           | «Anas et la bite humaine»            | Ірван Борджі                                  | 0:12          |
| 14.           | «Mettre les voiles»                  | Джинні Голдсвінгер                            | 1:54          |
| 15.           | «Hervé, Camel et les femmes matures» | Венсан Лакост, Ентоні Соніго                  | 0:26          |
| 16.           | «La danse du ragga»                  | Ric                                           | 3:58          |
| 17.           | «Hervé, Camel et les coulaisons»     | Венсан Лакост, Ентоні Соніго, Фредерік Нейдар | 0:34          |
| 18.           | «Run Camel!»                         | Flairs, Ріад Саттуф                           | 0:31          |
| 19.           | «Pub rencontres bretonnes»           | Flairs, Ріад Саттуф                           | 0:13          |
| 20.           | «Parc»                               | Flairs, Ріад Саттуф                           | 0:59          |
| 21.           | «Pub festival de rap breton»         | Flairs, Ріад Саттуф                           | 0:26          |
| 22.           | «Aurore et le secret des filles»     | Венсан Лакост, Аліса Тремольєр                | 0:47          |
| 23.           | «Éjaculo»                            | Flairs, Ріад Саттуф                           | 1:07          |
| 24.           | «Hervé, Mégane, le rateau»           | Венсан Лакост, Лорелей Шене                   | 0:14          |
| 25.           | «Téléphone arabe»                    | Flairs, Ріад Саттуф                           | 1:14          |
| 26.           | «Hervé le lover»                     | Венсан Лакост, Ентоні Соніго                  | 0:18          |
| 27.           | «Baby»                               | Booba                                         | 4:32          |
| 28.           | «Camel l'arabe de Satan»             | Ентоні Соніго, Танія Перез                    | 0:07          |
| 29.           | «Bus 2»                              | Flairs, Ріад Саттуф                           | 0:26          |
| 30.           | «Hervé aime»                         | Венсан Лакост, Аліса Тремольєр                | 0:44          |
| 31.           | «Scooter Blanc»                      | Flairs, Ріад Саттуф                           | 1:57          |
| 32.           | «You Think You're a Man»             | The Vaselines                                 | 5:36          |
| 37:03         |                                      |                                               |               |

## Нагороди та номінації
| Список нагород та номінацій                                | Список нагород та номінацій | Список нагород та номінацій                                | Список нагород та номінацій    | Список нагород та номінацій | Список нагород та номінацій |
| Кінофестиваль/Кінопремія                                   | Рік                         | Категорія                                                  | Номінант(и)                    | Результат                   | Дж                          |
| ---------------------------------------------------------- | --------------------------- | ---------------------------------------------------------- | ------------------------------ | --------------------------- | --------------------------- |
| Каннський міжнародний кінофестиваль                        | 2009                        | «Золота камера» за найкращий дебютний фільм                | Красиві хлопчаки               | Номінація                   |                             |
| Каннський міжнародний кінофестиваль                        | 2009                        | Приз Міжнародної конфедерації художнього кіно (C.I.C.A.E.) | Красиві хлопчаки               | Номінація                   |                             |
| Премія «Сезар»                                             | 27.02.2010                  | Найкращий дебютний фільм                                   | Красиві хлопчаки               | Перемога                    | [ 2 ]                       |
| Премія «Сезар»                                             | 27.02.2010                  | Найкраща акторка другого плану                             | Ноемі Львовскі                 | Номінація                   | [ 2 ]                       |
| Премія «Сезар»                                             | 27.02.2010                  | Найперспективніший актор                                   | Венсан Лакост                  | Номінація                   | [ 2 ]                       |
| Премія «Люм'єр»                                            | 15.01.2010                  | Багатонадійний актор                                       | Венсан Лакост та Ентоні Соніго | Перемога                    |                             |
| Золота зірка кіно                                          | 2010                        | Найкращий перший художній фільм                            | Красиві хлопчаки               | Перемога                    |                             |
| Золота зірка кіно                                          | 2010                        | Найкращий фільм                                            | Красиві хлопчаки               | Номінація                   |                             |
| Міжнародний кінофестиваль незалежного кіно в Буенос-Айресі | 2010                        | Найкращий фільм                                            | Красиві хлопчаки               | Номінація                   |                             |